# Pennisetia contracta
Pennisetia contracta is een vlinder uit de familie wespvlinders (Sesiidae), onderfamilie Tinthiinae.
Pennisetia contracta is voor het eerst wetenschappelijk beschreven door Walker in 1856. De soort komt voor in het Oriëntaals gebied.